# Egerszalók
 (août 2023).
Si vous disposez d'ouvrages ou d'articles de référence ou si vous connaissez des sites web de qualité traitant du thème abordé ici, merci de compléter l'article en donnant les références utiles à sa vérifiabilité et en les liant à la section « Notes et références ».
Egerszalók (hongrois : Egerszalók [ˈɛgɛɾsɒloːk]) est une localité hongroise, ayant le rang de commune dans le comitat de Heves. Située dans la micro-région d'Eger, elle est connue pour ses sources pétrifiantes (tufières) et l'activité thermale qui lui est liée.